# Альтіссімо
Альтіссімо (італ. Altissimo, вен. Altisimo) — муніципалітет в Італії, у регіоні Венето, провінція Віченца.
Альтіссімо розташоване на відстані близько 430 км на північ від Рима, 90 км на захід від Венеції, 26 км на захід від Віченци.
Населення — 2252 особи (2014).

## Демографія
Населення за роками:

Станом на 1 січня 2023 року в муніципалітеті офіційно проживали 154 іноземці з 17 країн, серед них 29 громадян країн Євросоюзу та 1 громадянин України.

## Сусідні муніципалітети
- Брольяно
- Креспадоро
- Ногароле-Вічентіно
- Рекоаро-Терме
- Сан-П'єтро-Муссоліно
- Вальданьо
- Вестенанова